# 山本進 (ジャーナリスト)
山本 進（やまもと すすむ、1918年6月12日 - ）は、日本のジャーナリスト、国際政治学者。
横浜市生まれ。1942年東京帝国大学経済学部卒、毎日新聞社に入り北米、南米特派員をへて経済部副部長を務めた。武蔵大学講師。

## 著書
- 『躍進する労働運動』一洋社 1947
- 『もう一つのアメリカ』毎日新聞社 1955
- 『中南米 ラテン・アメリカの政治と経済』岩波新書 1960
- 『東京・ワシントン 日本の経済外交』岩波新書 1961
- 『戦後日本外交史　第7巻  日本外交の課題』三省堂 1985